# Île Demers
Pour les articles homonymes, voir Demers.
L’île Demers est une île fluviale de la rivière Richelieu. Elle est située dans le territoire de la municipalité de Carignan, dans la municipalité régionale de comté du La Vallée-du-Richelieu, dans la région administrative de la Montérégie, dans le sud de la province de Québec, au Canada.
Cette île comporte quelques débarcadères privées sur la rive ouest du bassin de Chambly. Depuis la seconde moitié du XXe siècle, sa vocation est résidentielle et axée sur les activités récréotouristiques. Cette île comporte le parc de loisirs Rémy-Nolet.

## Géographie

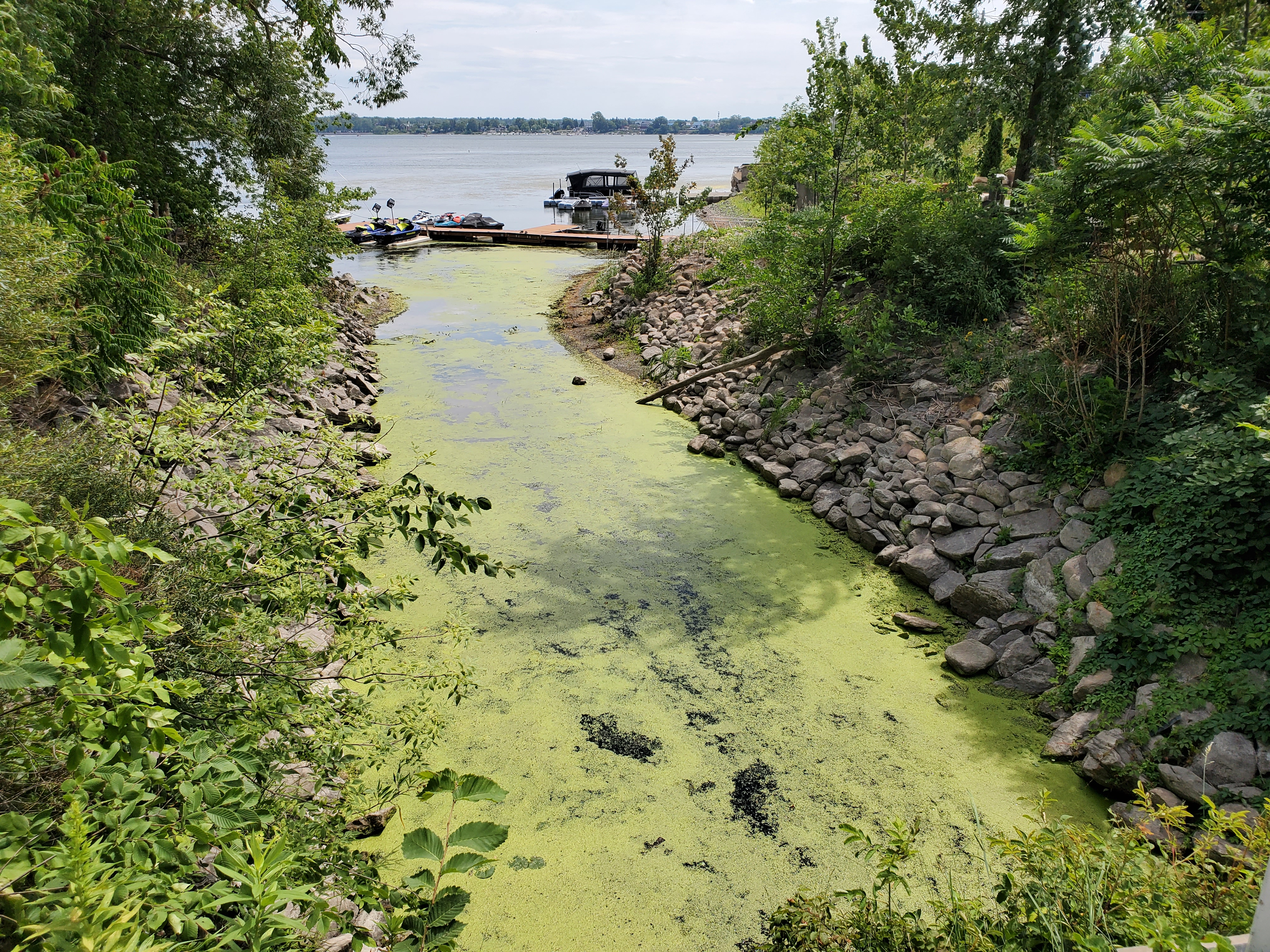
Chenal séparant l'Île Demers (Carignan) et la ville de Chambly (vue vers l'embouchure et du Bassin de Chambly en arrière-plan)

L'île Demers occupe la partie ouest du bassin de Chambly. Cette île s'avère la troisième en superficie parmi les quatre îles séparant le bassin de Chambly et la rivière l'Acadie. Les autres îles sont l'Île aux Lièvres, l'Île Goyer et l'Île au Foin. L'Île Demers est liée du côté nord-est par une bande de terre avec l'île au Foin. Un pont piétonnier relie l'Île aux Lièvres et l'Île Goyer.

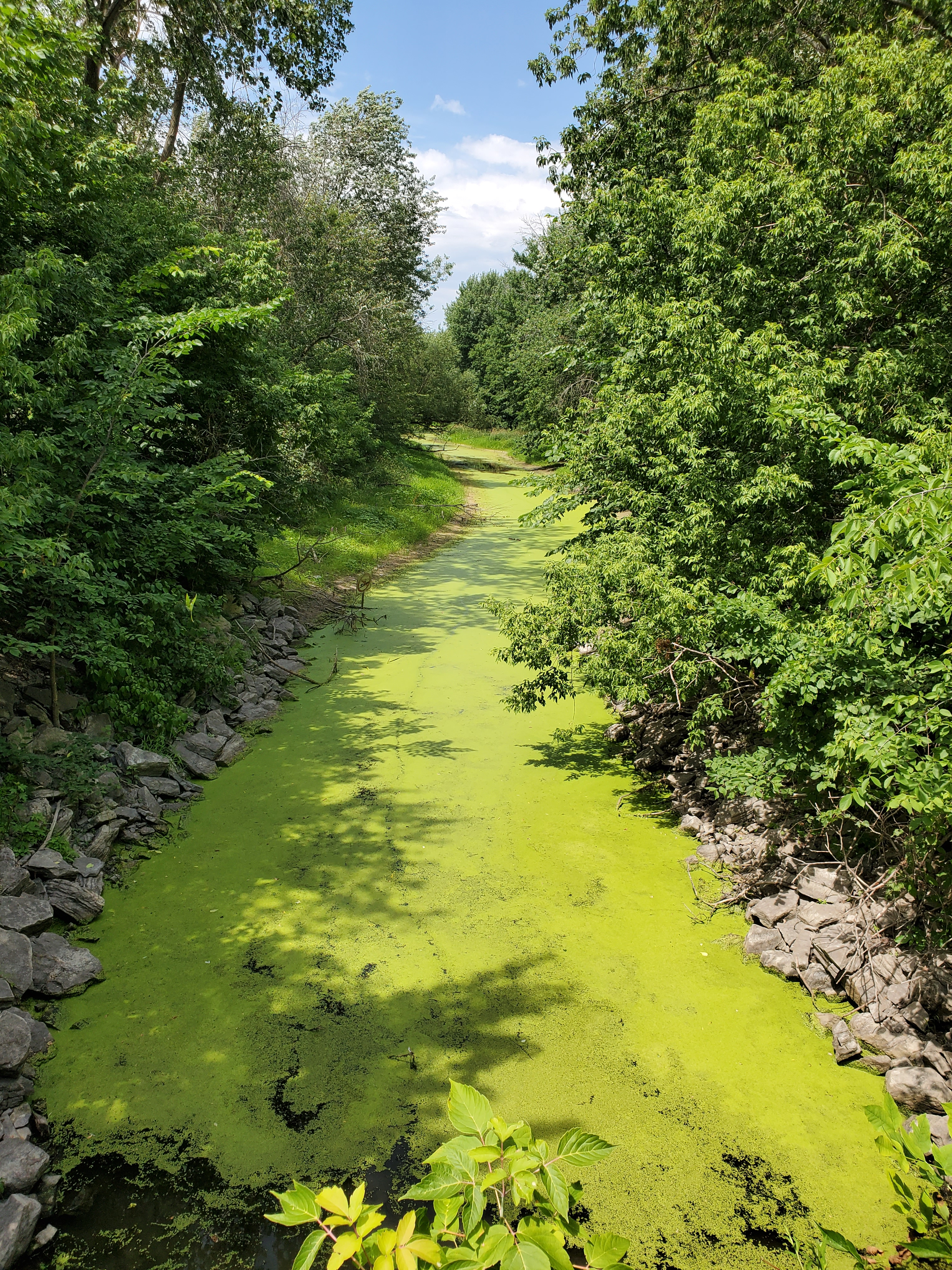
Chenal séparant l'Île Demers (Carignan) et la ville de Chambly (vue vers le nord)

De forme allongée, l'île Demers mesure environ 1,2 km de longueur sur une largeur maximale de 0,36 km. Du côté ouest, un canal sépare l'île Demers à l'île aux Lièvres; un segment d'environ 240 m à partir du bassin de Chambly sert de limite entre la ville de Chambly et la ville de Carignan. Le canal continue du côté nord-est, séparant l'île Demers et l'île au Foin. Ces canaux étroits  sont bordés d'une étroite bande de marais.
L'île Demers est accessible grâce à un petit pont aménagé sur la rue Demers (laquelle devient rue Daigneault dans Chambly), pour enjamber le ruisseau. Ce pont relie ainsi l'île à la rue Martel qui longe le bassin de Chambly dans la ville de Chambly.

## Inondations printanières
Les inondations printanières ont souvent affectées les terrains adjacents aux rives de l'île Demers. Le débordement de la rivière Richelieu est récurrent.

## Toponymie
Au début du XXe siècle, l'île Demers était désignée par les habitants du secteur "île au Beurre". Cette dénomination non officielle tiendrait sa source d'une plante sauvage appelée «petit beurre». Jadis, cette plante était très répandue sur cette île. Le toponyme "Île Demers" évoque le souvenir de la famille Demers. Joseph-Honoré Demers a été propriétaire de cette île dans la première moitié du XIXe siècle.
L'île Demers compte 12 rues qui sont désignées selon des noms d'arbres (ex.: des Cèdres, des Chênes, des Ormes, des Érables, des Pins, des Sapins, des Trembles, des Tilleuls). Ces rues sont reliées à la rue Demers qui longe le bassin de Chambly.
Le toponyme «Île Demers» a été officialisé le 17 août 1978 à la Banque des noms de lieux de la Commission de toponymie du Québec.